# NGC 1341
NGC 1341 (другие обозначения — ESO 358-8, MCG -6-8-20, IRAS03260-3719, FCC 62, PGC 12911) — спиральная галактика с перемычкой в созвездии Печь.
Спиральный узор анемичен и наблюдается в достаточно плотном звездном диске без ярко выраженных газопылевых регионов. Возможно галактика является переходным звеном от спиральных к линзовидным галактикам
Этот объект входит в число перечисленных в оригинальной редакции «Нового общего каталога».
Галактика входит в Скопление Печи.
Галактика NGC 1341 входит в состав группы галактик NGC 1316. Помимо NGC 1341 в группу также входят ещё 22 галактики.